# 松港
松港（西班牙語：Puerto del Son）是西班牙加利西亚自治区拉科鲁尼亚省的一个市镇。总面积95km², 总人口10132人（2001年），人口密度107人/km²。

## 图集

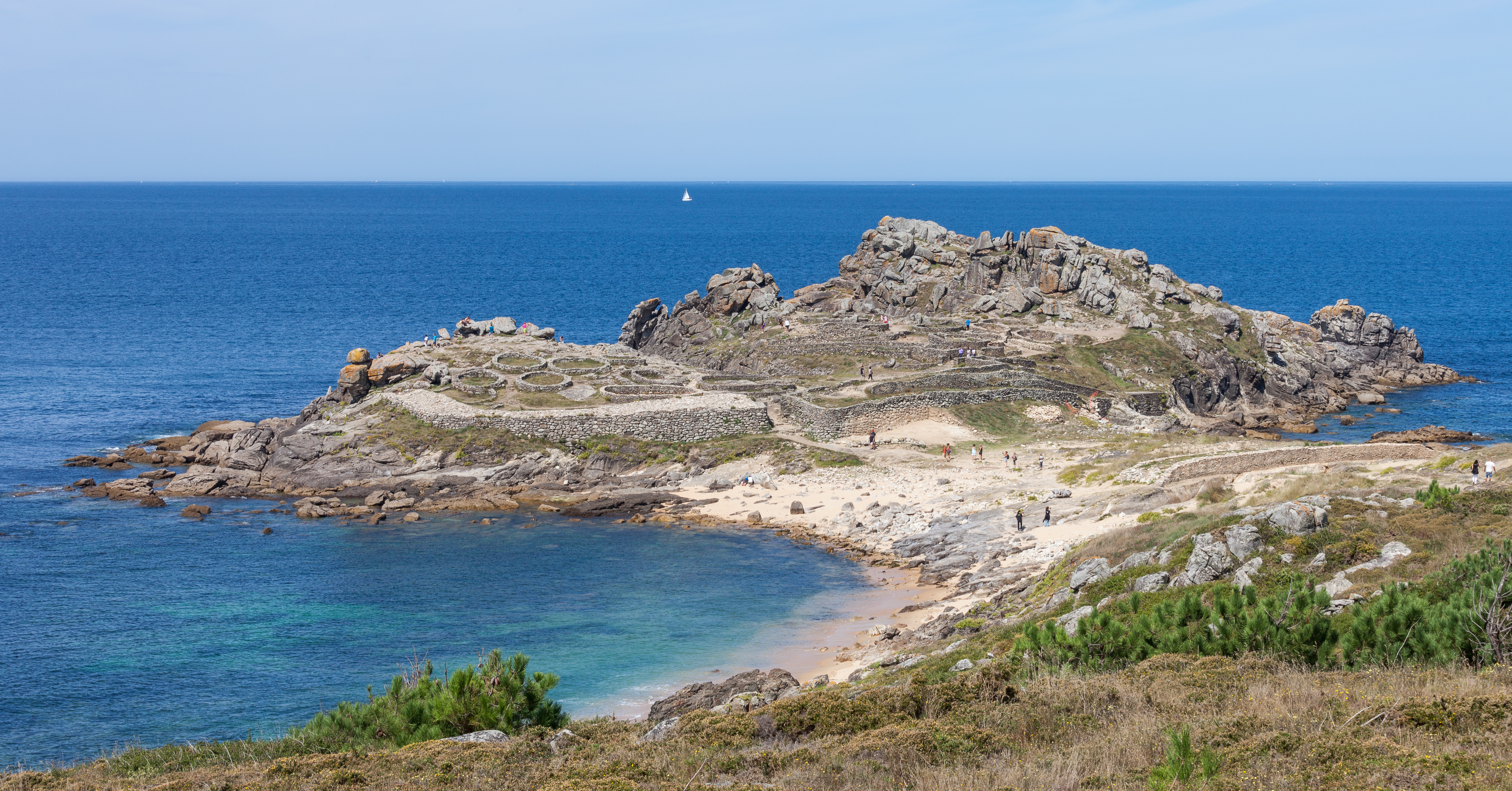
位於松港巴羅尼亞的一個小山包
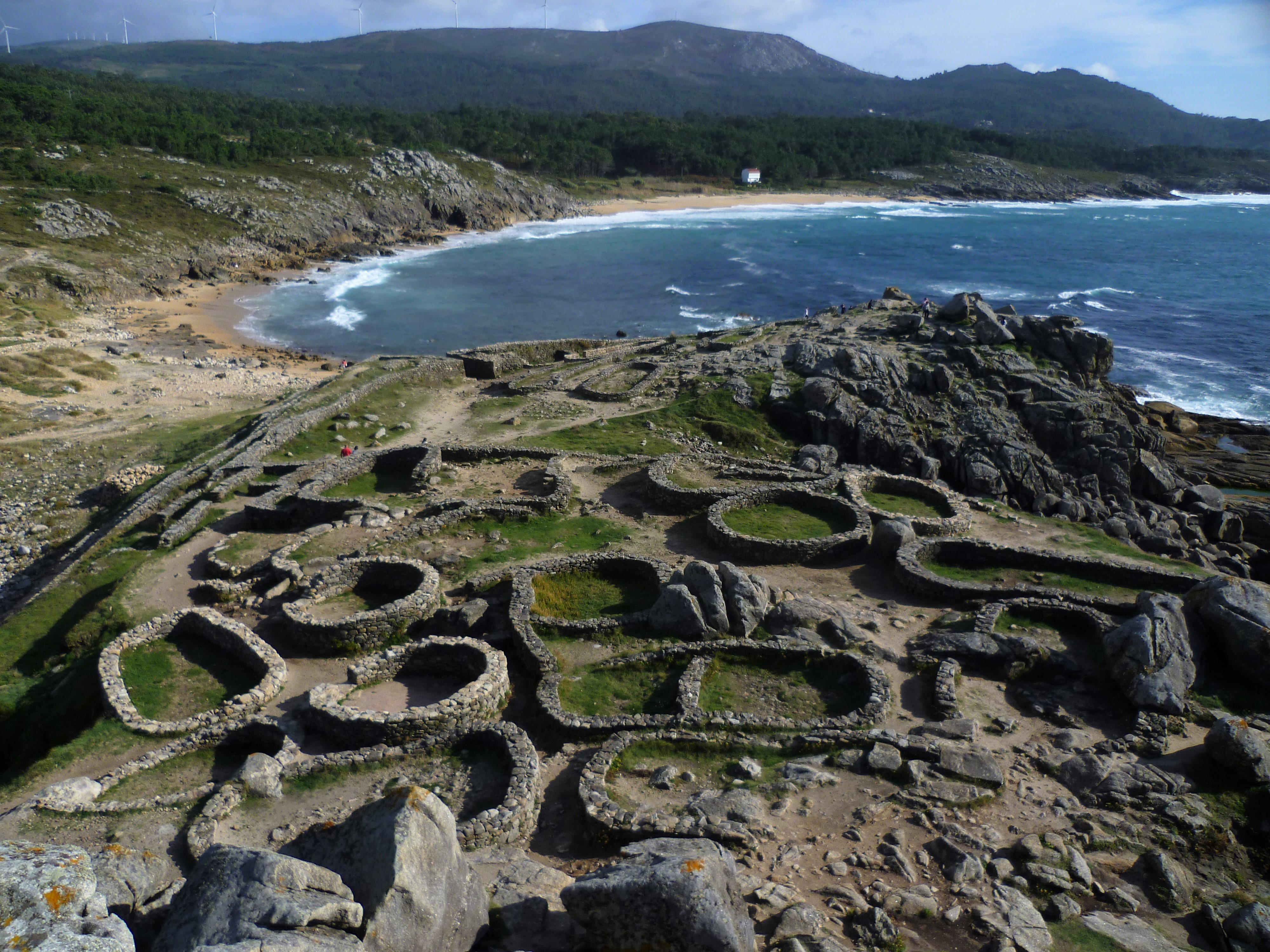
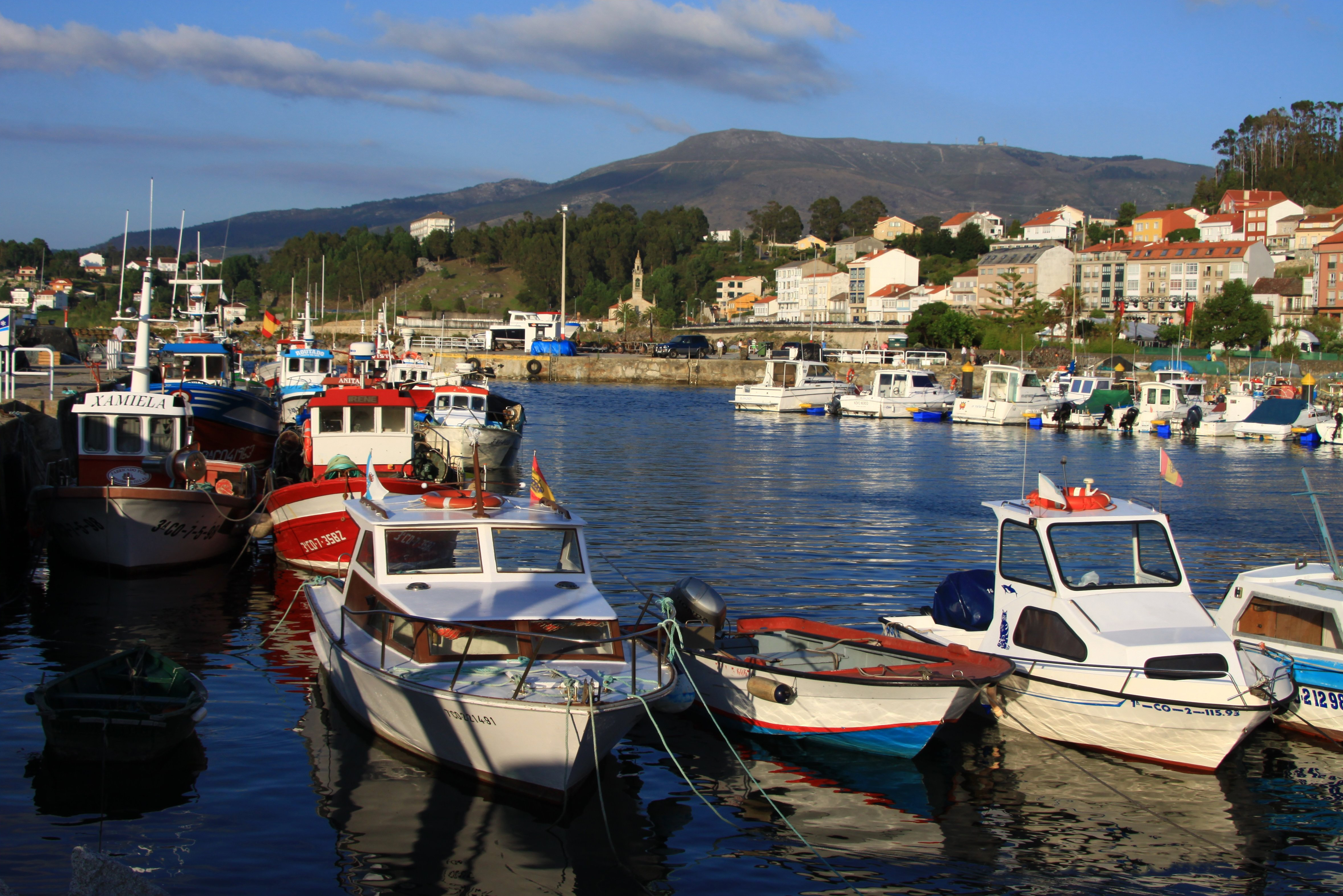
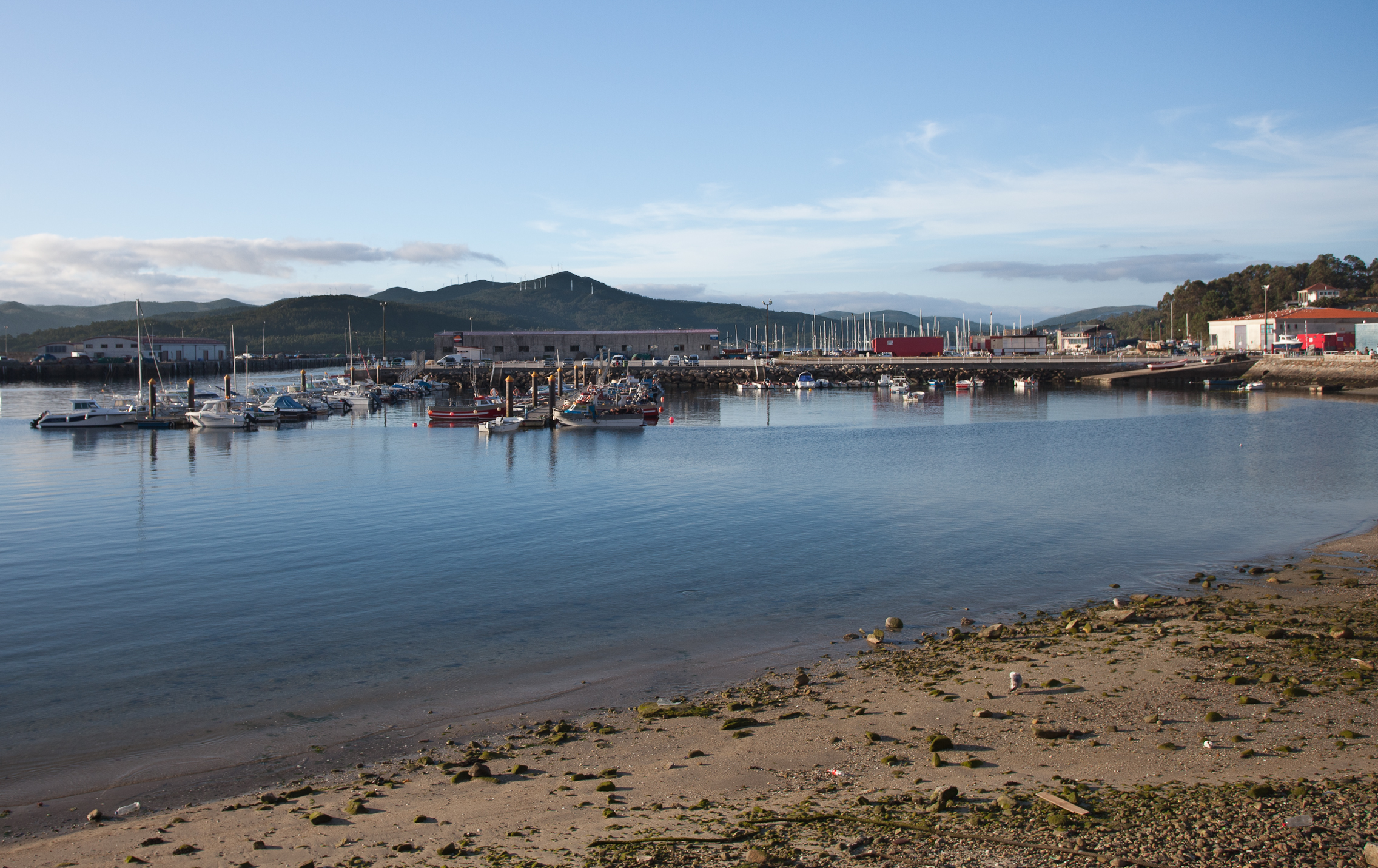